# Фейрмонт (Оклахома)
Фейрмонт (англ. Fairmont) — місто (англ. town) в США, в окрузі Гарфілд штату Оклахома. Населення — 132 особи (2020).

## Географія
Фейрмонт розташований за координатами 36°21′19″ пн. ш. 97°42′16″ зх. д. / 36.35528° пн. ш. 97.70444° зх. д. (36.355228, -97.704453).  За даними Бюро перепису населення США в 2010 році місто мало площу 0,73 км², уся площа — суходіл.

## Демографія
Згідно з переписом 2010 року, у місті мешкали 134 особи в 58 домогосподарствах у складі 39 родин. Густота населення становила 183 особи/км².  Було 61 помешкання (83/км²).
Расовий склад населення:
| - 96,3 % — білих - 3,0 % — корінних американців - 0,7 % — чорних або афроамериканців |

До двох чи більше рас належало 0,0 %. Частка іспаномовних становила 2,2 % від усіх жителів.
За віковим діапазоном населення розподілялося таким чином: 20,1 % — особи молодші 18 років, 58,3 % — особи у віці 18—64 років, 21,6 % — особи у віці 65 років та старші. Медіана віку мешканця становила 45,3 року. На 100 осіб жіночої статі у місті припадало 94,2 чоловіків;  на 100 жінок у віці від 18 років та старших — 91,1 чоловіків також старших 18 років.
Середній дохід на одне домашнє господарство  становив 57 781 долар США (медіана — 54 583), а середній дохід на одну сім'ю — 64 917 доларів (медіана — 60 313). Медіана доходів становила 32 188 доларів для чоловіків та 25 278 доларів для жінок. За межею бідності перебувало 4,1 % осіб, у тому числі 14,8 % дітей у віці до 18 років та 3,6 % осіб у віці 65 років та старших.
Цивільне працевлаштоване населення становило 127 осіб. Основні галузі зайнятості: освіта, охорона здоров'я та соціальна допомога — 19,7 %, будівництво — 14,2 %, транспорт — 11,8 %, виробництво — 10,2 %.